# Teuchophorus taiwanensis
Teuchophorus taiwanensis är en tvåvingeart som beskrevs av Wang 2006. Teuchophorus taiwanensis ingår i släktet Teuchophorus och familjen styltflugor.
Artens utbredningsområde är Taiwan. Inga underarter finns listade i Catalogue of Life.